# Do Bem
Do Bem é uma empresa brasileira de bebidas integrais e naturais, fundada por Marcos Leta em 2007 no Rio de Janeiro. Na época de sua criação, o fundador trabalhava no mercado financeiro, tendo desistido de seu emprego para focar em sua empresa. A companhia produz sucos e chás embalados e barras de cereais. Tem operações em 17 estados brasileiros e também está presente na França, Espanha e Portugal.
No ano de 2016, a empresa foi adquirida pela AMBEV, que decidiu ingressar no mercado de sucos.
Em 2025, a AMBEV vendeu a Do Bem para a empresa mineira Tial, do grupo Pif Paf Alimentos.

## Prêmios
- 2014: o fundador da empresa, Marcos Leta Leoni, foi escolhido Empreendedor do Ano no Prêmio Estadão PME.[7]
- 2016: o fundador da marca, Marcos Leta, foi escolhido como Homem do Ano, na categoria Empreendedorismo, pela revista GQ.[8]